# Zentraler Sanitätsdienst

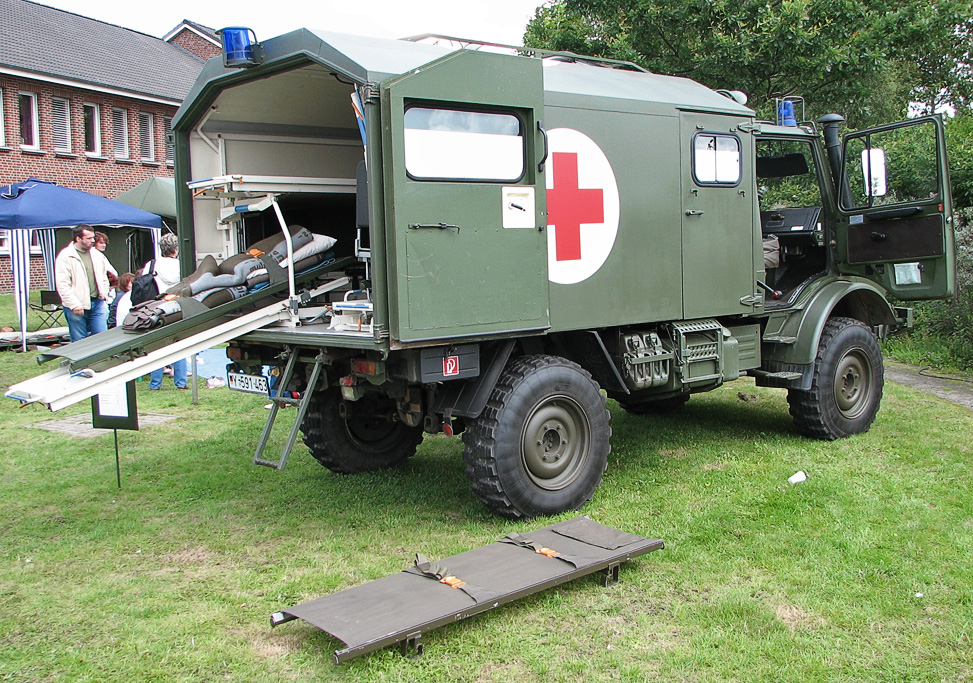
Vehículo de la Sanitätsdienst

El Servicio médico central (en alemán: Zentraler Sanitätsdienst der Bundeswehr, pronunciado /t͡sɛnˈtʁaːlɐ zaniˈtɛːt͡sˌdiːnst/) cuyo término se le da a los servicios médicos, quienes forman parte de la Bundeswehr, las Fuerzas armadas alemanas. Los profesionales médicos de las fuerzas armadas alemanas son parte del centro de comando, común en todas las áreas que conforman y nombran al servicio de los miembros de cada uno de ellos, especialmente en sistemas empleados en otras naciones, en las cuales, el personal médico es asignado a varias tareas (ejército, naval, entre otras). El sistema es supervisado por el gobierno alemán para ser más eficiente en los deberes de los servicios médicos del personal y son provistos como el principal grado de médico en la milicia.
El total de médicos de las fuerzas armadas en el 2007 fue de 17.690 soldados.